# Solegnathus hardwickii
Solegnathus hardwickii är en fiskart som först beskrevs av Gray 1830.  Solegnathus hardwickii ingår i släktet Solegnathus och familjen kantnålsfiskar. IUCN kategoriserar arten globalt som otillräckligt studerad. Inga underarter finns listade i Catalogue of Life.